# گونما ۳۸۲۹
سیارک ۳۸۲۹ (به انگلیسی: 3829 Gunma، نامگذاری:1988EM) سه هزار و هشتصد و بیست و نهمین سیارک کشف شده‌است که در ۱۰ مارس ۱۹۸۸ کشف شد.
قدر مطلق سیارک برابر ۱۲٫۲۰ است.